# نيل برين
نيل برين (بالإنجليزية: Neil Breen)‏ هو مخرج أمريكي، ولد في 23 نوفمبر 1958.

## وصلات خارجية
- نيل برين على موقع IMDb (الإنجليزية)
- نيل برين على موقع روتن توميتوز (الإنجليزية)
- نيل برين على موقع ألو سيني (الفرنسية)
- نيل برين على موقع أول موفي (الإنجليزية)
- نيل برين على موقع قاعدة بيانات الفيلم (الإنجليزية)
- نيل برين على موقع ليتربوكسد (الإنجليزية)
- نيل برين على موقع كينوبويسك (الروسية)